# تیمو ورنر
تیمو ورنر (انگلیسی: Timo Werner؛ زادهٔ ۶ مارس ۱۹۹۶)  بازیکن فوتبال اهل آلمان است که به صورت قرضی برای باشگاه تاتنهام بازی می‌کند.
ورنر در سال ۲۰۱۳ جوانترین بازیکن باشگاه اشتوتگارت تبدیل شد که برای این تیم بازی می‌کند و گل می‌زند. همچنین جوانترین بازیکن آلمان است که در یک مسابقه مهم دو گل می‌زند.
ورنر اولین گل ملی خود را برای تیم ملی آلمان در سال ۲۰۱۷ به ثمر رساند، وی همچنین نقش زیادی در قهرمانی تیم آلمان در جام کنفدراسیون‌ها داشت و با زدن ۳ گل، برنده کفش طلایی تورنمنت شد.

## حرفه باشگاهی

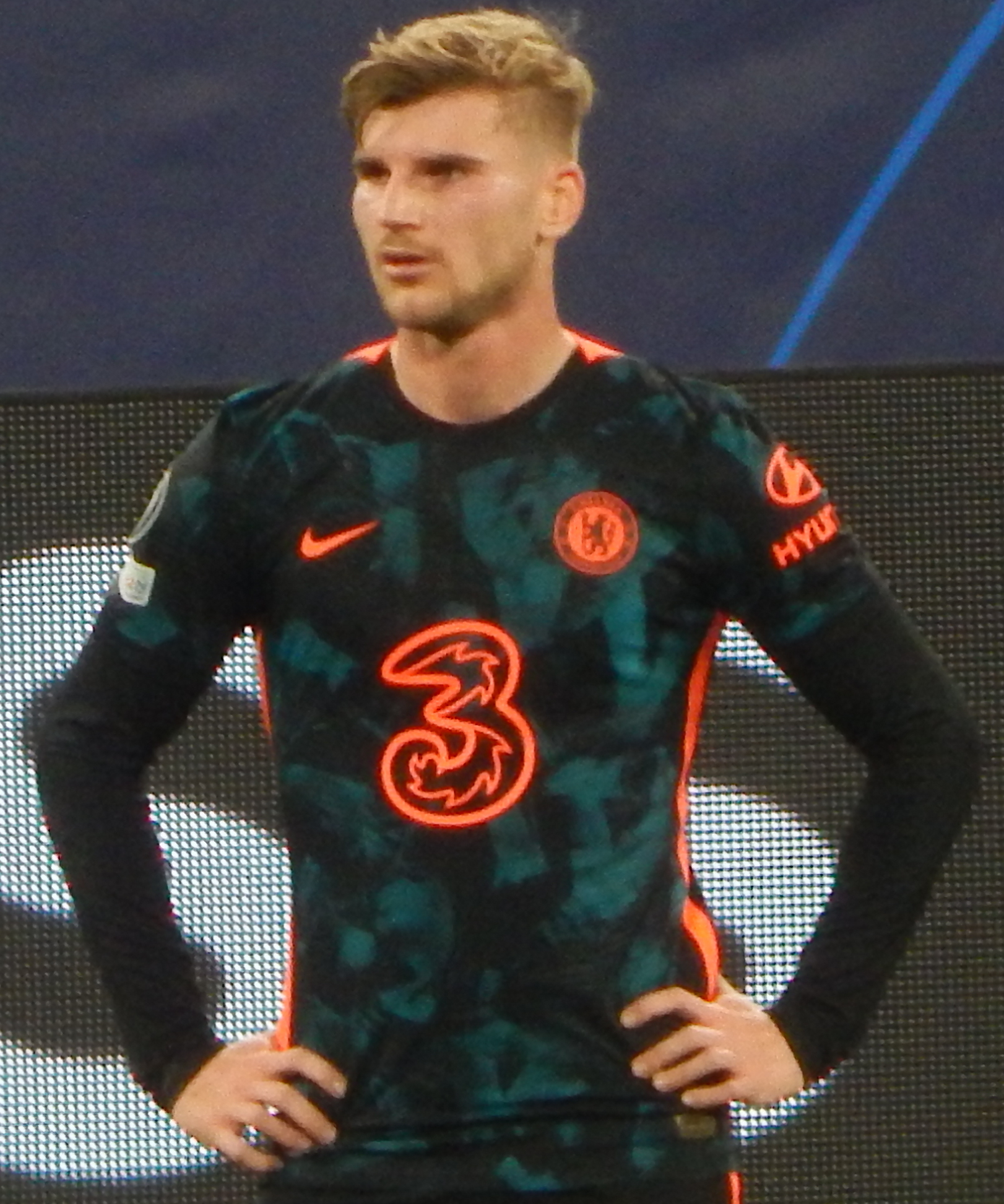
تیمور ورنر در لباس چلسی

### اشتوتگارت
ورنر محصول آکادمی اشتوتگارت است. در طول فصل ۲۰۱۳–۲۰۱۲ در حالی که ۱۶ سال داشت به تیم زیر ۱۹ ساله‌های اشتوتگارت منتقل شد و در آنجا ۲۴ گل به ثمر رساند. در همان سال نیز برنده مدال طلای فریتز والتر زیر ۱۹ سال شد.
وی اولین بازی اروپایی خود را در فصل ۱۴–۲۰۱۳ در مقدماتی لیگ اروپا انجام داد. پس از انجام این کار وی به جوانترین بازیکن اشتوتگارت تبدیل شد که در یک مسابقه رسمی با ۱۷ سال و ۴ ماه و ۲۵ روز به میدان می‌رود. در هفته‌های بعد وی جوانترین بازیکن تاریخ بوندسلیگا و جام حذفی آلمان بود و همچنین با به ثمر رساندن اولین گل بوندسلیگایی خود مقابل اینتراخت فرانکفورت، جوانترین بازیکن تاریخ باشگاه خود شد که گل می‌زند. همچنین در یکی از بازی‌های تیمش مقابل تیم فرایبورگ، موفق به زدن دو گل شد و به جوانترین بازیکن بوندسلیگا تبدیل شد که در یک مسابقه دو گل به ثمر می‌رساند.

### آر بی لایپزیگ
در ۱۱ ژوئن ۲۰۱۶، ورنر با باشگاه لایپزیگ قراردادی ۴ ساله امضا کرد. هزینه انتقال وی به لایپزیگ ۱۰ میلیون یورو بود و ورنر را به گران‌قیمت‌ترین بازیکن تاریخ لایپزیگ تبدیل کرد. وی جوانترین بازیکن در بوندسلیگا شد که با ۲۰ سال و ۲۰۳ روز به ۱۰۰ بازی برای باشگاهش می‌رسد. رکوردی که قبلاً به نام یولیان درکسلر ثبت شده بود. ورنر در فصل ۱۷–۲۰۱۶ با زدن ۲۱ گل، کمک زیادی به باشگاهش کرد تا برای اولین بار به لیگ قهرمانان اروپا برود.
در مارس ۲۰۱۸، ورنر با بازی مقابل باشگاه سابقش اشتوتگارت، به رکورد کارل هاینز کوربل یعنی ۱۵۰ بازی برای باشگاهش در بوندسلیگا رسید. در همان ماه وی با ثمر رساندن یکی از گلهای تیمش در پیروزی ۲–۱ برابر تیم بایرن مونیخ، توانست اولین پیروزی تیمش برای باشگاهی چون بایرن مونیخ کسب کند.

### چلسی
روز ۱۸ ژوئن ۲۰۲۰ به صورت رسمی اعلام شد که تیمو ورنر با قراردادی ۵ ساله به ارزش ۵۳ میلیون یورو به چلسی پیوسته‌است.

## تیم ملی
ورنر برای تمام رده‌های آلمان از زیر ۱۵ سالگی تا ۲۱ سالگی بازی کرد و در ۴۸ بازی در تمامی این رده‌ها، ۳۴ گل به ثمر رساند. در سال ۲۰۱۰ وی در اولین بازی ملی اش برای تیم زیر ۱۵ ساله‌های آلمان مقابل لهستان گلزنی کرد. ورنر بخشی از تیم نایب قهرمان تیم زیر ۱۷ ساله‌های المان در یورو ۲۰۱۲ بود.
ورنر در سال ۲۰۱۷ با دعوت یوآخیم لوو سرمربی تیم ملی بزرگسالان آلمان، برای اولین بار برای تیم ملی بازی کرد. در ۱۷ می ۲۰۱۷ نیز جزوی از تیم آلمان برای رقابت‌های جام کنفدرانسیون‌های ۲۰۱۷ بود. وی اولین گل ملی خود را در ۲۵ ژوئن مقابل کامرون در جام کنفدراسیون‌ها به ثمر رساند. چهار روز بعد، ورنر سومین گل تیمش را در نیم نهایی این جام برابر مکزیک به ثمر رساند. در ۲ ژوئیه که فینال جام کنفدراسیون‌ها بود، وی با دادن پاس گل به هم تیمی اش لارس اشتیندل به پیروزی تیمش برابر شیلی کمک کرد و با ۳ گل و ۲ پاس گل توانست کفش طلای این مسابقات را بدست آورد.
وی در لیست ۲۳ نفره نهایی تیم ملی آلمان برای جام جهانی ۲۰۱۸ نیز بود، اولین تجربه وی در جام جهانی مقابل مکزیک بود که با شکست ۰–۱ به همراه بود. ورنر در هر ۳ بازی آلمان در مرحله گروهی حضور داشت اما نتوانست گلی به ثمر برساند و آلمان نیز به‌طور غم‌انگیزی در مرحله گروهی برای اولین بار در تاریخ خود کنار رفت.